# Хајрпур
Хајрпур (урд. خیرپور) је град у Пакистану у покрајини Синд. Према процени из 2006. у граду је живело 127.857 становника.

## Становништво
Према процени, у граду је 2006. живело 127.857 становника.
| 1981.  | 1998.   | 2006.   |
| ------ | ------- | ------- |
| 61.447 | 102.188 | 127.857 |